# SHIKATA
SHIKATA（しかた、本名：志方大輔、1981年12月5日 - ）は、日本の男性歌手、ソングライター、編曲家、音楽プロデューサーである。2006年にアーティスト名を本名から改名。

## 概要
2012年11月7日にトイズファクトリーよりメジャー・デビュー。1stシングル「言葉だけじゃたりないけど」をリリース。
歌手として活動する一方、ナオト・インティライミ、安室奈美恵、BIGBANG、JYJ、三代目J Soul Brothers、GENERATIONS from EXILE TRIBE、フェアリーズ、西野カナ、w-inds.、SHINee、JAY'ED、福原美穂、関ジャニ∞ 等の作詞・作曲・プロデュースなどを手掛ける。
2012年第54回日本レコード大賞にて、作曲を手掛けたフェアリーズの「White Angel」で「優秀作品賞」を受賞。

## 略歴
長崎で生まれ、横浜に移り住む。2002年自ら歌詞・作曲を手掛け活動を開始。2003年には全国歌謡祭にて審査員特別賞を獲得。以降、クラブ・ライブハウスでレギュラーイベント、主催イベントを行う。
2007年にMAY'S/CLIFF EDGE/KGと結成したNATURAL8でリーダーを務め「GOLDEN SHUFFLE」リリース。
2008年1月16日、ソロとして1stアルバム「SHIKATA」を日韓同時リリース。MONKとSTEVEと共にプロデュース集団及び音楽ユニット「MASTERTEMPO」を結成。4月、杏里のニューシングル「もう悲しくない〜anri 30th anniversary edition〜」（フジテレビ系列「ハピふる!」テーマソング）にフィーチャリング・プロデュースで参加。杏里のZEPPツアーにも客演で帯同。
2009年1月21日 ミニアルバム「ANSWER」をリリース。
2010年3月配信シングル「U〜サクラの頃〜」、5月配信シングル「FAVOR〜確かなこと〜」・「逢いたくて... feat CHIHIRO」、8月22日 ミニアルバム「My Place」をそれぞれリリース。
2011年11月、トイズファクトリーとのマネージメント契約を発表。23日 配信シングル「I still...」をリリース。
2012年2月1日 配信シングル「Dear... My friend」、7月18日 ベスト・アルバム「BEST 2007-2012 〜Prologue〜」、11月7日 1stシングル「言葉だけじゃたりないけど」をそれぞれリリース。
2013年5月22日 2ndシングル「First love」をリリース。
2014年3月4日 MAY'Sアルバム「Kissing」M8「Wanna be your only one MAY'S×SHIKATA」でコラボ参加。
2015年8月19日 杏里アルバム「Smooth & Groove」M12「Be with U duet with SHIKATA」にて、Duet参加。11月11日 杏里「Be with U duet with SHIKATA」single verリリース。
2016年10月26日 MAY'S アルバム「抱きしめてshining」M6に「Ready to Dive MAY'S×KG×SHIKATA」でコラボ参加。
2016年12月14日 KG アルバム「LIFE」M6に「Sanctuary MAY'S×KG×SHIKATA」でコラボ参加。

## ディスコグラフィー

### アルバム

#### 自主制作CD
- 『NICE & SLOW』 （2006年11月23日発売）

1. NICE & SLOW
2. SEXY GIRL
3. JUST MY ANGEL
4. 想い歌
5. アルバム
6. CAN YOU FEEL ME?

#### インディーズ
- 「SHIKATA」 （2008年1月16日発売）

1. ブラインド
2. 栞
3. Still love you
4. PURE
5. NICE&SLOW
6. Snow White
7. S・T・I
8. サイン
9. こんなに好きなキモチ
10. 24/7

- 「BEST 2007-2012 〜Prologue〜」 （2012年7月18日発売）（トイズファクトリー）

1. ただ... ありがとう
2. I still...
3. Dear... My Friend
4. 逢いたくて... feat. CHIHIRO
5. まだ、君が好き
6. FAVOR
7. Lose control
8. LOVE SONG (NATURAL8)
9. Believe Myself (Dear, KEN THE 390 & SHIKATA)
10. ラブレター with SHIKATA (Tiara)
11. STAY TOGETHER (NATURAL8)
12. Shine

#### ミニアルバム
- 「ANSWER」(2009年1月21日)

1. Angel Song
2. Existence
3. ずっと…
4. If～wish again～ [Ft.koh(KG)]
5. interlude ～birth～
6. ANSWER
7. 栞～sweet life ver.～

- 「My Place」(2010年8月22日)

1. 逢いたくて... feat.CHIHIRO
2. FAVOR ~ 確かなこと ~
3. ORION
4. U ~サクラの頃~
5. Reason
6. Don't Cry
7. As one

#### 1st シングル
- 『言葉だけじゃたりないけど』 （2012年11月7日発売）（トイズファクトリー）

1. 言葉だけじゃたりないけど
2. エントリーシート
3. All my love
4. ここから

#### 2nd シングル
- 『First love』 （2013年5月22日発売）（トイズファクトリー）

1. First love
2. Feel so good
3. My dear

#### 配信シングル
- 「I still...」(2011年11月23日)
- 「Dear... My friend」(2012年2月1日)

## 楽曲提供・プロデュース
- AXELL
  - 「SHOOTING STAR」 - 作詞・作曲（ともに共作）
- A.F.R.O
  - 「君がいれば何もいらない未来」 - 作詞
- 安室奈美恵
  - 「Stranger」 - 作詞・作曲（ともに共作）
- +α/あるふぁきゅん。
  - 「ハートブレイカー」 - 作詞・作曲
- 杏里
  - 「Be with U duet with SHIKATA」 - 作詞・作曲
- INFINITE
  - 「TOKI」- 作詞
- w-inds.
  - 「Be As One」 - 作曲
- Apink
  - 「Eyes」 - 作曲
- EXILE TRIBE
  - 「HIGHER GROUND feat. Dimitri Vegas & Like Mike」 - 作曲
- THE SECOND from EXILE
  - 「Beginning Of The Second Age」 - 作曲
- 片桐舞子
  - 「Deeper and Deeper」 - 作曲
  - 「V.I.P」 - 作曲
  - 「Beautiful」 - 作曲
- 果山サキ
  - 「本当にキミじゃないのかな... feat. SoulJa」 - 作曲
- キム・ヒョンジュン
  - 「風車 ＜re:wind＞」 - 作詞
  - 「Wake me up」 - 作詞
  - 「Wait for me」 - 作詞
- KG
  - 「So bright」 - 作曲・アレンジ
  - 「No, No, No」 - 作曲
  - 「おもかげ」 - 作曲
  - 「Come with me」 - 作曲
  - 「Star」 - 作曲
  - 「I'm in heaven」 - 作曲
- CLIFF EDGE
  - 「Endless Tears feat. 中村舞子」 - 作詞・作曲
  - 「The Distance feat. 中村舞子」 - 作詞・作曲・プロデュース
- THE HOOPERS
  - 「離さないよ」 - 作詞・作曲
  - 「情熱は枯葉のように」 - 作詞・作曲
  - 「Your Color」 - 作詞・作曲
  - 「Life is beautiful」 - 作詞・作曲
- THE RAMPAGE from EXILE TRIBE
  - 「FIND A WAY」 - 作曲
  - 「Lightning」 - 作曲
  - 「Knocking Knocking」 - 作曲
  - 「The Typhoon eye」 - 作曲
- 三代目J Soul Brothers
  - 「Powder Snow 〜永遠に終わらない冬〜」 - 作曲
  - 「STORM RIDERS feat.SLASH」 - 作曲
- JAY'ED
  - 「Shine」 - 作詞・作曲
- JYJ
  - 「いつだって君に」 - 作曲
- XIA JUNSU
  - 「Thank U for」 - 作曲
- Kim Jae Jong
  - 「IMPOSSIBLE」 - 作曲
  - 「Good Morning Night」 - 作詞
  - 「守ってあげる」 - 作詞
- GENERATIONS from EXILE TRIBE
  - 「LET ME FLY」 - 作曲
  - 「ECHO」 - 作詞・作曲
  - 「Love You More」 - 作曲
  - 「REVOLVER」 - 作曲
  - 「Sing it Loud」 - 作曲
  - 「Pump It」 - 作曲
  - 「Gimme!」 - 作曲
  - 「TRANSFORM」 - 作曲
  - 「...for you」 - 作曲
  - 「RUN THIS TOWN」 - 作曲
  - 「SOUND OF LOVE」 - 作曲
  - 「Stupid 〜真っ赤なブレスレット〜」 - 作曲
  - 「また、アシタ」 - 作曲
- GENERATIONS VS THE RAMPAGE
  - 「Unbreakable」 - 作曲
- 塩ノ谷早耶香
  - 「True Love」 - 作曲
  - 「be Me」 - 作曲
- SHINee
  - 「Keeping love again」 - 作曲
  - 「Fire」 - 作曲
- JUON（FUZZY CONTROL）
  - 「CHANGE THE GAME」 - 作詞・作曲（YAYASHI名義）・プロデュース
  - 「READY TO GO」 - 作詞・作曲（YAYASHI名義）・プロデュース
  - 「COLORFUL EMOTIONS」 - 作詞・作曲（YAYASHI名義）・プロデュース
  - 「INNOCENCE」 - 作詞・作曲（YAYASHI名義）・プロデュース
  - 「BREAK MY SKY」 - 作詞・プロデュース
  - 「HAVE A GOOD TIME」 - 作詞・作曲（YAYASHI名義）・プロデュース
  - 「PROOF」 - 作詞・作曲（YAYASHI名義）・プロデュース
  - 「NO ONE IS ALONE」 - 作詞・作曲（YAYASHI名義）・プロデュース
  - 「Love for you」 - 作詞・作曲・プロデュース
  - 「雨のあと」 - 作詞・作曲・プロデュース
  - 「ZETTAI」 - プロデュース
  - 「SMOOTH!!!」 - 作詞・プロデュース
  - 「Shining Us」 - 作詞・プロデュース
- JUJU
  - 「RISKY」 - 作曲
- Juliet
  - 「モトカノ」 - プロデュース
  - 「Zui! Zui! Zui!」 - 作曲
- SWEET BLACK feat. MAKI GOTO
  - 「TEAR DROPS with KG」 - 作曲
- SWAY
  - 「XXX feat. AK-69 & HIROOMI TOSAKA」 - 作曲
- Super Junior-K.R.Y
  - 「Promise You」 - 作曲
- Super Junior-KYUHYUN
  - 「Celebration〜君に架ける橋〜」 - 作詞・作曲
- SE7EN
  - 「Eternity love」 - 作曲
- 全日本パリピ協會
  - 「Ready For The Party」 - 作詞・作曲
- SOLIDEMO
  - 「変わらないキモチ」 - 作詞・作曲
- W♠PRINCE
  - 「もう君以外...」 - 作詞・作曲
- 超特急
  - 「Snow break」 - 作詞・作曲
- D☆DATE
  - 「Your Magic」 - 作曲
- 刀剣男士
  - 「Beautiful life!!」 - 作曲
  - 「僕がいる場所」 - 作曲
- DOBERMAN INFINITY
  - 「Tomorrow never dies 〜やってこない明日はない〜」 - 作詞・作曲
  - 「LOVE U DOWN」 - 作曲
- T2U（from:Block B）
  - 「Ocean」 - 作曲
- トラフィックライト。
  - 「Traffic Jam」 - 作曲
- Dream Ami
  - 「Change my life」 - 作曲
  - 「Re: Dream」 - 作曲
- ナオト・インティライミ
  - 「今のキミを忘れない」 - アレンジ・プロデュース
  - 「Brave」 - 作詞・アレンジ・プロデュース
  - 「Dreammaker」 - 作詞・アレンジ・プロデュース
  - 「TOWA」 - アレンジ・プロデュース
  - 「Hello」 - 作詞・アレンジ・プロデュース
  - 「君に逢いたかった」 - アレンジ・プロデュース
  - 「花びら」 - 作詞・アレンジ・プロデュース
  - 「FUNTIME」 - アレンジ・プロデュース
  - 「together」 - 作詞・アレンジ・プロデュース
- Dear
  - 「Believe Myself」 - 作詞・作曲・プロデュース
- 中村舞子
  - 「まだ、そばにいたい」 - 作詞・作曲・アレンジ・プロデュース
- 西野カナ
  - 「Game Over」 - 作曲
  - 「LOVE & JOY」 - 作曲
  - 「YEAH」 - 作曲
- B.A.P
  - 「Fire Flame」 - 作詞
- BEAST
  - 「Hands up」 - 作詞
  - 「Can't Wait To Love You」 - 作詞
  - 「This is my life」 - 作詞
  - 「TBM」 - 作詞
  - 「YeY〜Japanese ver〜」 - 作詞
  - 「All is in U」 - 作詞
  - 「Only One」 - 作詞
  - 「最後の一言」 - 作詞
  - 「STAY FOREVER YOUNG」 - 作詞
  - 「GUESS WHO?」 - 作詞
  - 「Whole Lotta Lovin」 - 作詞
  - 「Freaking Cute」 - 作詞
- BEE SHUFFLE
  - 「Kissing You」 - 作曲
  - 「Silent Magic」 - 作曲
  - 「Love your smile」 - 作詞・作曲
  - 「DANCE LIKE AN ANIMAL」 - 作詞
  - 「WITH THE STARS」 - 作詞
- BTOB
  - 「Evidence」 - 作詞・作曲
- VICTON
  - 「celebrate」 - 作曲
- BIGBANG
  - 「Top of The world」 - 作詞
  - 「BEAUTIFUL HANGOVER」 - 作詞
  - 「TONIGHT」 - 作詞
  - 「Ms. LIAR」 - 作詞
  - 「Haru Haru -Japanese Version-」 - 作詞
- 登坂広臣
  - 「WASTED LOVE」 - AFROJACKとの共作
- FALCO & SHINO
  - 「Walking Street feat. Mye, SHIKATA」 - 作詞・作曲・プロデュース
- フェアリーズ
  - 「No More Distance」 - 作詞・作曲
  - 「White Angel」 - 作曲
  - 「BLING BLING MY LOVE」 - 作曲
  - 「トキメクTOKYO」 - 作詞・作曲
  - 「MAMACITA」 - 作曲
- 福原美穂
  - 「O2 feat. AI」 - 作曲
- Flower
  - 「Are You Ready?」 - 作曲
  - 「Dolphin Beach」 - 作曲
- PlayZ
  - 「Again 〜もう一度逢いたくて〜」 - 作詞・作曲
  - 「With you」 - 作詞
  - 「P. S. I love you〜伝えたい〜」 - 作詞・作曲
  - 「誓い」 - 作詞
  - 「抱きしめて feat. NoriTae」 - 作詞・作曲
  - 「Super Star」 - 作詞
- BOYS AND MEN
  - 「明日は明日の風が吹く」 - 作詞・作曲
  - 「夢で終わらないで」 - 作詞
  - 「つっぱりパッショネイト」 - 作曲
  - 「あなたに出会えたこと」 - アレンジ REO/SHIKATA
- whiteeeen
  - 「ハンブンコ」 - 作曲
  - 「#やばちょ」 - 作曲
- MYNAME
  - 「One more time」 - 作詞
  - 「Secret」 - 作詞
  - 「Party Animal」 - 作詞
  - 「Sing it out loud」 - 作詞
- MACO
  - 「7月7日の今夜」 - 作曲
  - 「family」 - 作曲
  - 「恋の道」 - 作曲
  - 「僕だけのBaby」 - 作曲
  - 「君のシアワセ」 - 作曲
- 真崎ゆか
  - 「Change Myself」 - 作曲
- MiChi
  - 「Find Your Way」 - 作詞
  - 「Light up」 - 作詞
  - 「Take It Easy!」 - 作詞
  - 「YOUR Life」 - 作曲
- LUV
  - 「いつか また…」 - 作詞・作曲
- LUVandSOUL
  - 「Feelin'」 - 作詞・作曲・アレンジ
- ROWSHI
  - 「Cry Over feat. 軍鶏SHA・MO」 - 作曲

### ジャニーズ事務所関連
- V6
  - 「Eyes to Eyes」 - 作詞・作曲
  - 「SPOT LIGHT」 - 作詞・作曲
  - 「by your side」 - 作詞・作曲
  - 「Answer」 - 作曲

- 関ジャニ∞
  - 「Sorry Sorry love」 - 作詞・作曲・編曲
  - 「フローズンマルガリータ」 - 作詞・作曲・編曲
  - 「Masterpiece」 - 作詞・作曲・編曲
  - 「アダムとイヴ」 - 作詞・作曲・編曲
  - 「韻踏ィニティ」 - 作曲
  - 「The Light」 - 作詞・作曲・編曲
  - 「パノラマ」 - 作詞・作曲
  - 「Steal your love」 - 作詞・作曲
  - 「Street Blues」 - 作詞・作曲

- NEWS
  - 「Sweet Martini」 - 作曲

- Kis-My-Ft2
  - 「ずっと〜You are my Everything〜」 - 作曲
  - 「Halley」 - 作詞・作曲
  - 「70億分の2」 - 作詞・作曲
  - 「ZERO」 - 作曲

- ジャニーズWEST
  - 「SCARS」 - 作詞・作曲
  - 「Unlimited」 - 作詞・作曲
  - 「You're My Treasure」 - 作曲
  - 「Believer」 - 作曲

- 中山優馬
  - 「Best Friend」 - 作曲
  - 「交差点」 - 作曲
  - 「葉桜」 - 作曲
  - 「ネガイゴト」 - 作曲
  - 「貯金箱」 - 作曲